# Arctiini
Tribu
Les Arctiini sont une tribu de lépidoptères (papillons) de la famille des Erebidae et de la sous-famille des Arctiinae. 

## Systématique
Jusque dans les années 2000, le taxon actuellement appelé Arctiini n'était pas une tribu mais une sous-famille, appelée Arctiinae et classée dans l'ancienne famille des Arctiidae. 
Une révision de la classification a alors conduit à rétrograder plusieurs taxons au rang taxonomique inférieur, et donc à modifier leurs suffixes. Les anciens Arctiidae sont devenus une sous-famille, reprenant le nom d'Arctiinae (et classée dans la nouvelle famille des Erebidae), tandis que l'ancienne sous-famille des Arctiinae est devenue l'actuelle tribu des Arctiini, et l'ancienne tribu des Arctiini est devenue l'actuelle sous-tribu des Arctiinae.

## Sous-tribus
La classification interne des Arctiini n'est que partiellement élucidée. Dowdy et al. (2020) mentionnent huit sous-tribus :
- Arctiinae
- Callimorphina
- Ctenuchina
- Euchromiina
- Nyctemerina
- Pericopina
- Phaegopterina
- Spilosomina

## Liste des genres
- Acantharctia Aurivillius, 1899
- Acyclania Dognin, 1911
- Aemilia Kirby, 1892
- Aethalida Walker, 1865
- Afroarctia Toulgoët, 1978
- Agaltara Toulgoet, 1979
- Agaraea Herrich-Schäffer, 1955
- Aglaomorpha Kôda, 1988
- Alexicles Grote, 1883
- Aloa Walker, 1855
- Alpenus Walker, 1855
- Alphaea Walker, 1855
- Amastus Walker, 1855
- Amaxia Walker, 1855
- Ammalo Walker, 1855
- Amphelarctia Watson, 1975
- Amphicallia Aurivillius, 1900
- Amsacta Walker, 1855
- Amsactarctia Berio, 1938
- Amsactoides Matsumura, 1927
- Amurrhyparia Dubatolov, 1985
- Anaxita Walker, 1855
- Andala Walker, 1855
- Antiotricha Felder, 1874
- Apantesis Harris, 1841
- Aphyarctia Watson, 1975
- Aphyle Walker, 1855
- Apiconoma Butler, 1876
- Apocrisias Franclemont, 1966
- Apyre Walker, 1854
- Arachnis Geyer, 1837
- Araeomolis Hampson, 1901
- Arctagyrta Hampson, 1901
- Arctia Schrank, 1802
- Arctiarpia Travassos, 1951
- Ardices Walker, 1855
- Are Walker, 1855
- Areas Walker, 1855
- Argina Hübner, 1819
- Argyarctia
- Artimelia Rambur, 1866
- Astralarctia Watson, 1975
- Axiopoena Ménétriés, 1842
- Azatrephes Hampson, 1905
- Balaca Walker, 1865
- Baritius Walker, 1855
- Baroa Moore, 1878
- Bernathonomus Fragoso, 1953
- Bertholdia Schaus, 1896
- Binna Walker, 1865
- Biturix Walker, 1855
- Bucaea Walker, 1866
- Calidota Dyar, 1901
- Callimorpha Latreille, 1809
- Callindra Röber, 1925
- Calodesma Hübner, 1820
- Calpenia Moore, 1872
- Canarctia Dubatolov, 1990
- Carales Walker, 1855
- Carathis Grote, 1865
- Carbisa Moore, 1879
- Carcinarctia Hampson, 1901
- Carcinopyga Felder, 1874
- Caribarctia Ferguson, 1985
- Caridarctia Hampson, 1901
- Caryatis Hübner, 1819
- Castrica Schaus, 1896
- Cheliosea Watson, 1980
- Chelis Rambur, 1866
- Chetone Boisduval, 1870
- Chionarctia Kôda, 1988
- Chlorhoda Hampson, 1901
- Chlorocrisia Hampson, 1911
- Cisseps Franclemont, 1936
- Cissura Walker, 1854
- Cladarctia
- Coiffaitarctia Toulgoët, 1990
- Composia Hübner, 1820
- Coscinia Hübner, 1819
- Cratoplastis Felder, 1874
- Creatonotos Hübner, 1819
- Cresera Schaus, 1894
- Crocomela Kirby, 1892
- Ctenucha Kirby, 1837
- Ctenuchidia Grote, 1866
- Curoba Walker, 1865
- Cyanarctia Hampson, 1901
- Cycnia Hübner, 1818
- Cymaroa Hampson, 1905
- Cymbalophora Rambur, 1866
- Dasyarctia Gaede, 1923
- Demolis Hampson, 1901
- Diacrisia Hübner, 1819
- Dialeucias Hampson, 1901
- Diaphora Stephens, 1827
- Didaphne Berg, 1899
- Dionychoscelis Aurivillius, 1922
- Diospage Walker, 1854
- Diota Wallengren, 1865
- Disconeura Bryk, 1953
- Disparctia Toulgoët, 1978
- Divarctia Dubatolov, 1990
- Doa Neumoegen & Dyar, 1894
- Dodia Dyar, 1901
- Dodiopsis Ivinskis & Saldaitis, 2001
- Dycladia Felder, 1874
- Dysschema Hübner, 1818
- Echeta Herrich-Schäffer, 1850
- Ectypia Clemens, 1861
- Elysius Walker, 1855
- Emurena Watson, 1975
- Ennomomima Toulgoët, 1991
- Eospilarctia Kôda, 1988
- Epatolmis Butler, 1877
- Ephestris Hübner, 1820
- Epicrisias Dyar, 1912
- Epilacydes Butler, 1875
- Epimolis Dyar, 1913
- Epimydia Staudinger, 1892
- Episcea Warren, 1901
- Eriostepta Hampson, 1901
- Ernassa Walker, 1856
- Estigmene Hübner, 1820
- Eucallimorpha Dubatolov, 1990
- Euceriodes Travassos, 1961
- Euchaetes Harris, 1841
- Euchlaenidia Hampson, 1901
- Eucyanoides Toulgoët, 1988
- Eucyrta Felder, 1874
- Eudiaphora Dubatolov, 1990
- Euerythra Harvey, 1876
- Euleechia Dyar, 1900
- Euplagia Hübner, 1820
- Eupseudosoma Grote, 1865
- Evius Walker, 1855
- Eyralpenus Butler, 1875
- Fasslia Dognin, 1911
- Fodinoidea Saalmüller, 1884
- Galtara Walker, 1863
- Glaucostola Hampson, 1901
- Gnophaela Walker, 1854
- Gonotrephes Hampson, 1909
- Gorgonidia Dyar, 1898
- Graphea Schaus, 1894
- Graphelysia Hampson, 1911
- Haemanota Hampson, 1901
- Haemaphlebiella Collins, 1962
- Halysidota Hübner, 1819
- Haploa Hübner, 1820
- Haplonerita Hampson, 1911
- Heliactinidia Hampson, 1901
- Heliozona Hampson, 1901
- Hemihyalea Hampson, 1901
- Hiera Druce, 1885
- Himerarctia Watson, 1975
- Horama Hübner, 1819
- Hyalarctia Schaus, 1901
- Hyalurga Hübner, 1819
- Hyperandra Hampson, 1901
- Hypercompe Hübner, 1819
- Hyperthaema Schaus, 1901
- Hyphantria Harris, 1841
- Hypidalia Hampson, 1901
- Hypidota Schaus, 1904
- Hypocrisias Hampson, 1901
- Hypocrita Hübner, 1807
- Hypomolis Hampson, 1901
- Hyponerita Hampson, 1901
- Idalus Walker, 1855
- Ilemodes Hampson, 1900
- Ischnarctia Bartel, 1903
- Ischnocampa Felder, 1874
- Ischnognatha Felder, 1874
- Isostola Felder, 1874
- Josiomorpha Felder, 1874
- Josiomorphoides Hering, 1925
- Karschiola Gaede, 1926
- Kiriakoffalia Toulgoët, 1978
- Kodiosoma Stretch, 1872
- Lacydes Walker, 1855
- Lafajana Dognin, 1891
- Laguerreia Toulgoët, 2000
- Lalanneia Toulgoët, 1989
- Lampruna Schaus, 1894
- Lemyra Walker, 1856
- Lepidojulia Orfila, 1952
- Lepidokirbyia Travassos, 1943
- Lepidolutzia Rego Barros, 1956
- Lepidozikania Travassos, 1949
- Leptarctia Stretch, 1872
- Lepypiranga Rego Barros, 1966
- Lerina Walker, 1854
- Leucaloa Butler, 1875
- Leucanopsis Rego Barros, 1956
- Leucopardus Hampson, 1894
- Leuculodes Dyar, 1903
- Lithosarctia Daniel, 1954
- Lophocampa Harris, 1841
- Lymire Walker, 1854
- Machadoia Rego Barros, 1956
- Machaeraptenus Schaus, 1894
- Macrobrochis Herrich-Schäffer, 1855
- Mallocephala Blanchard, 1852
- Mannina Dyar, 1916
- Maurica de Freina et Witt, 1984
- Mazaeras Walker, 1855
- Melanarctia Watson, 1975
- Melese Walker, 1854
- Mellamastus Rego Barros, 1959
- Mellona van Eecke, 1926
- Melora Walker, 1855
- Menegites Kiriakoff, 1954
- Mesenochroa Felder, 1874
- Metacrias Meyrick, 1887
- Metacrisia Hampson, 1901
- Metacrisiodes Dyar, 1916
- Metaxanthia Druce, 1899
- Micralarctia Watson, 1988
- Micrarctia Seitz, 1910
- Migoplastis Felder, 1868
- Munona Schaus, 1894
- Nannoarctia
- Nannodota Hampson, 1911
- Neidalia Hampson, 1901
- Neonerita Hampson, 1901
- Neozatrephes Druce, 1893
- Neuroxena Kirby, 1896
- Nezula Schaus, 1896
- Nikaea Moore, 1879
- Notophyson Boisduval, 1870
- Nyctemera Hübner, 1820
- Nyearctia Watson, 1975
- Ochrodota Hampson, 1901
- Ocnogyna Lederer, 1853
- Olepa Watson, 1980
- Omochroa Rambur, 1866
- Onythes Walker, 1855
- Opharus Walker, 1855
- Ordishia Watson, 1975
- Ormetica Clemens, 1861
- Orontobia De Freina, 1997
- Pachydota Hampson, 1901
- Palaeomolis Hampson, 1909
- Panaxia Tams, 1939
- Pangora Moore, 1879
- Paracles Walker, 1855
- Paralacydes Aurivillius, 1899
- Paralpenus Watson, 1988
- Paramaenas Grünberg, 1911
- Paranerita Hampson, 1901
- Paraplastis Hampson, 1901
- Paraspilarctia
- Parathyris Hübner, 1819
- Pareuchaetes Grote, 1865
- Parevia Hampson, 1901
- Pelochyta Hübner, 1819
- Phaegoptera Herrich-Schäffer, 1853
- Phaeomolis Hampson, 1901
- Phaloe Guérin-Méneville, 1838
- Phaloesia Walker, 1854
- Phaos Walker, 1855
- Phlyctaenogastra Gaede, 1915
- Phragmatobia Stephens, 1828
- Pitane Walker, 1854
- Pithea Walker, 1856
- Poecilarctia Aurivillius, 1921
- Premolis Hampson, 1901
- Pryteria Möschler, 1883
- Pseudalus Schaus, 1896
- Pseudamastus Toulgoët, 1985
- Pseudapistosia Möschler, 1878
- Pseudischnocampa Rothschild, 1935
- Pseudogaltara Toulgoët, 1978
- Pseudophaloe Hering, 1925
- Pseudopharus Hampson, 1901
- Pseudotesselarctia Travassos, 1949
- Psychophasma Butler, 1878
- Pteroodes Butler, 1877
- Purius Walker, 1855
- Pydnaodes Hampson, 1911
- Pygarctia Grote, 1871
- Pygoctenucha Grote, 1883
- Pyrrharctia Packard, 1864
- Rajendra Moore, 1879
- Regobarrosia Watson, 1975
- Rhipha Walker, 1854
- Rhodareas Kirby, 1892
- Rhodogastria Hübner, 1819
- Robinsonia Grote, 1865
- Romualdia Rego Barros, 1957
- Saenura Wallengren, 1858
- Sagaropsis Hering, 1925
- Satara Walker, 1865
- Scaptius Walker, 1855
- Scearctia Hering, 1925
- Schalotomis Hampson, 1920
- Sebastia Kirby, 1892
- Secusio Walker, 1854
- Seileria Dognin, 1923
- Seirarctia Packard, 1864
- Selenarctia Watson, 1975
- Senecauxia Toulgoët, 1989
- Sermyla Walker, 1854
- Seydelia Kiriakoff, 1952
- Sinowatsonia Dubatolov, 1996
- Soritena Schaus, 1924
- Sphaeromachia Grote, 1867
- Spilarctia Butler, 1875
- Spilosoma Curtis, 1825
- Spiris Hübner, 1819
- Stauropolia Skalski, 1988
- Stenarctia Aurivillius, 1899
- Stenucha Hampson, 1901
- Sthenognatha Felder, 1874
- Stidzaeras Druce, 1905
- Sutonocrea Butler, 1876
- Sychesia Möschler, 1878
- Symphlebia Felder, 1874
- Syntomeida Harris, 1839
- Syntomidopsis Hering, 1925
- Syntomostola Dognin, 1912
- Tajigyna Dubatolov, 1990
- Tatargina Butler, 1877
- Teracotona Butler, 1878
- Tesselarctia Hampson, 1901
- Tessella Breyer, 1957
- Tessellota Hampson, 1901
- Thermidarctia Talbot, 1929
- Thyrgis Walker, 1854
- Thyromolis Hampson, 1901
- Tinoliodes Wileman, 1915
- Trichromia Hübner, 1819
- Tricypha Möschler, 1878
- Trocodima Watson, 1980
- Turuptiana Walker, 1869
- Tyria Hübner, 1819
- Utetheisa Hübner, 1819
- Venedictoffia Toulgoet, 1977
- Virbia Walker, 1854
- Viviennea Watson, 1975
- Wanderbiltia Rego Barros, 1958
- Watsonarctia de Freina & Witt, 1984
- Watsonidia Toulgoët, 1981
- Xanthoarctia Travassos, 1951
- Xanthophaeina Hampson, 1901
- Xenosoma Felder, 1874
- Zaevius Dyar, 1910
- Zatrephes Hübner, 1819
- Zigira Walker, 1865

Quelques espèces européennes
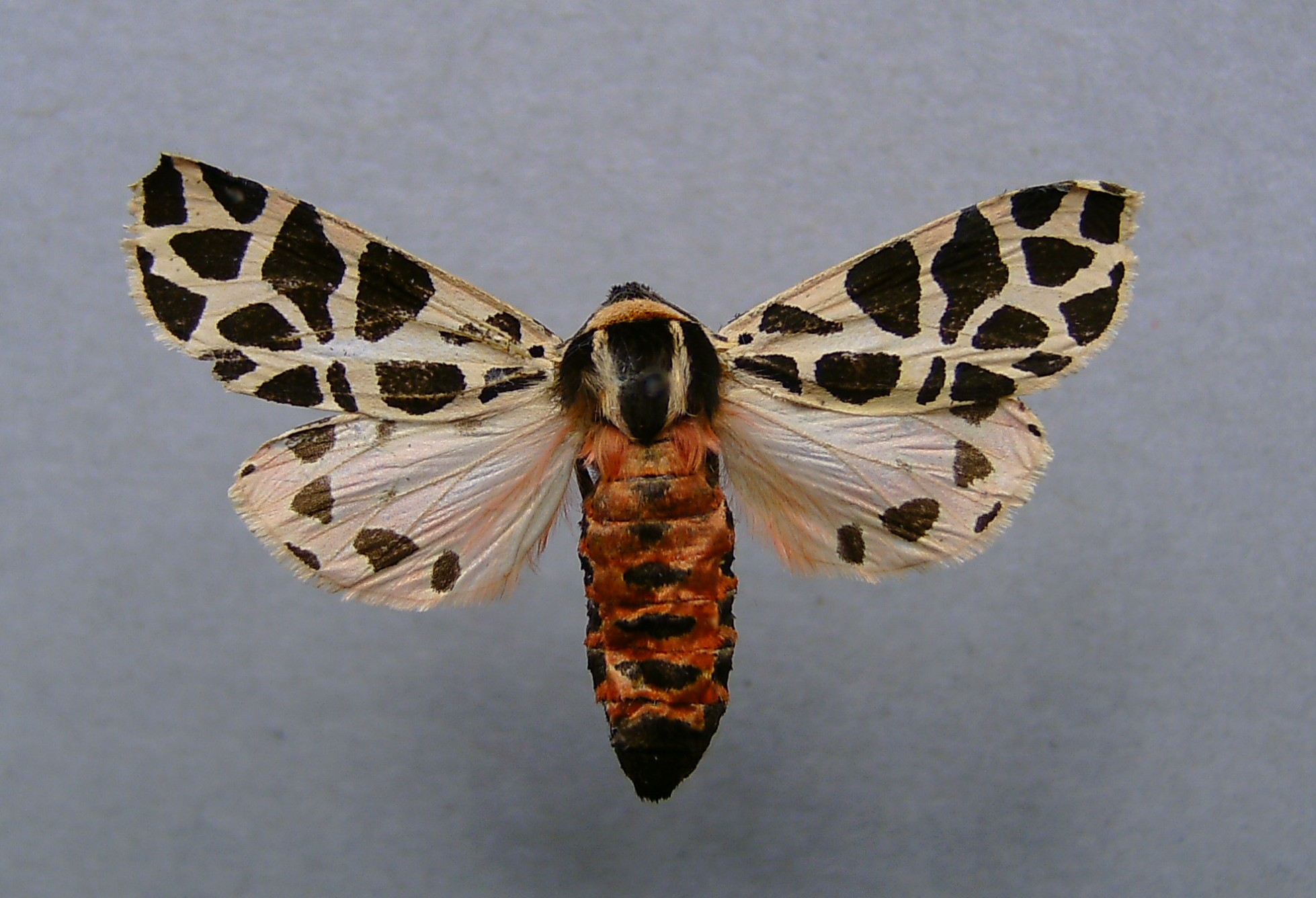
Écaille tesselée (Cymbalophora pudica)
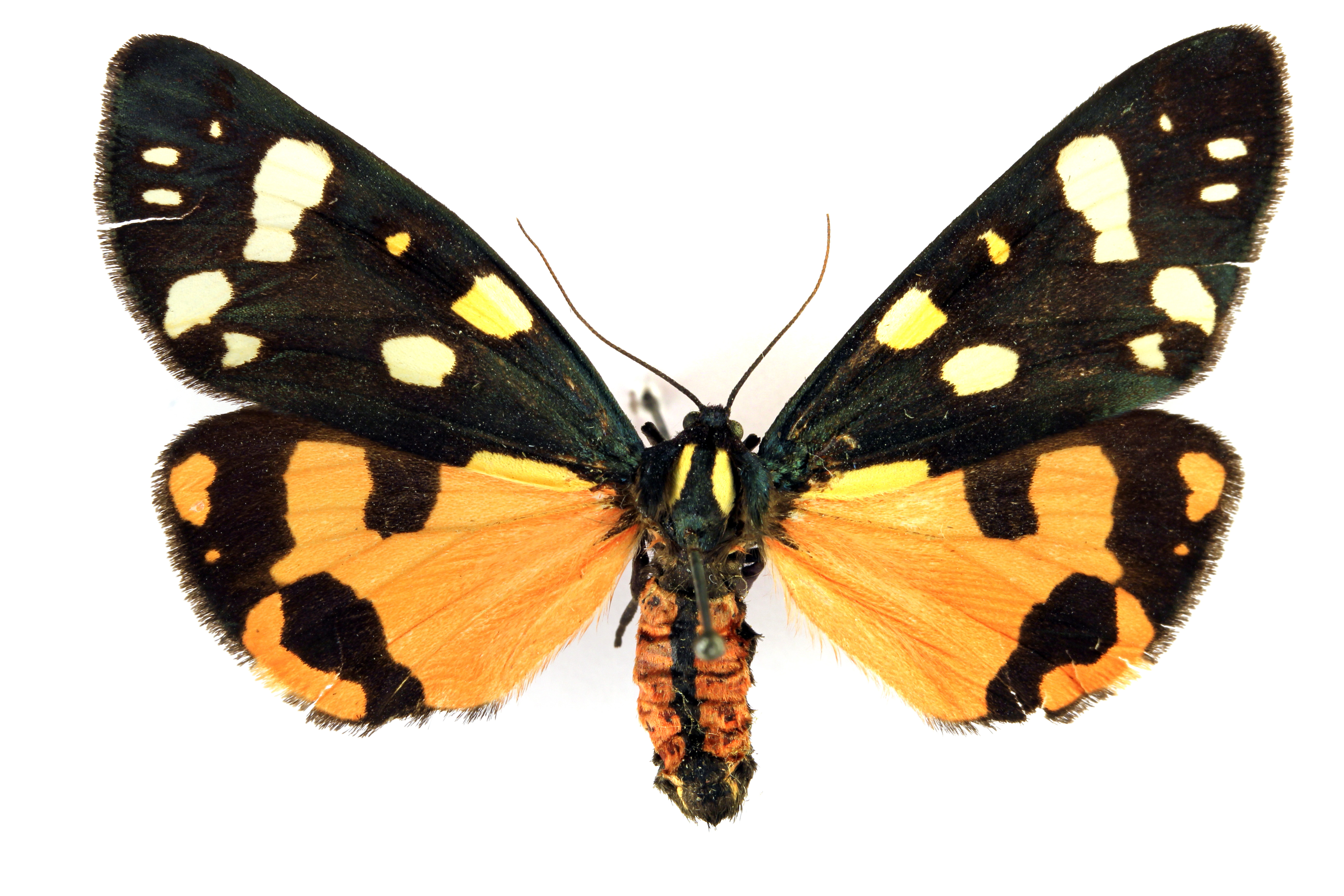
Écaille marbrée (Callimorpha dominula)
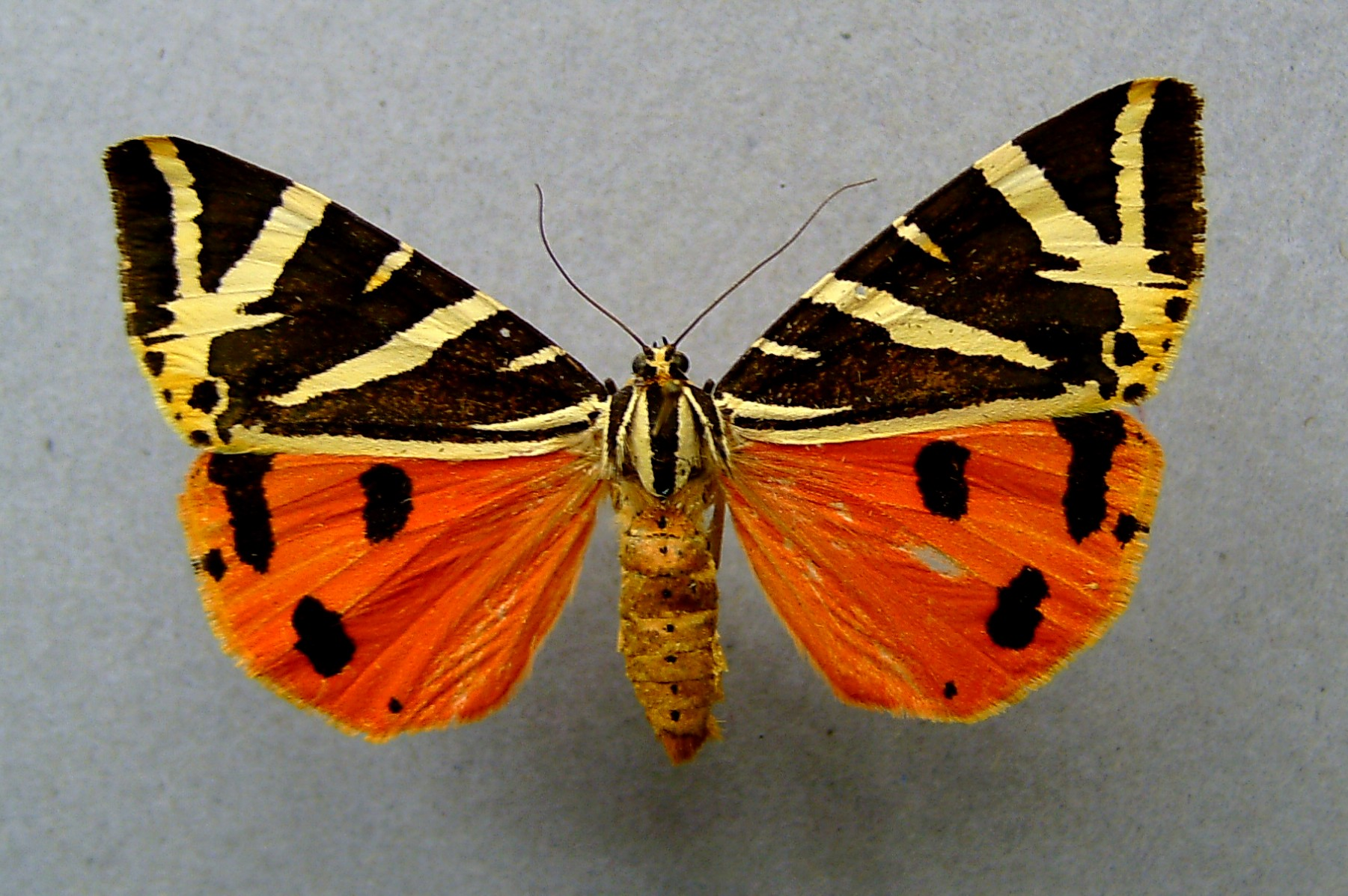
Écaille chinée (Euplagia quadripunctaria)
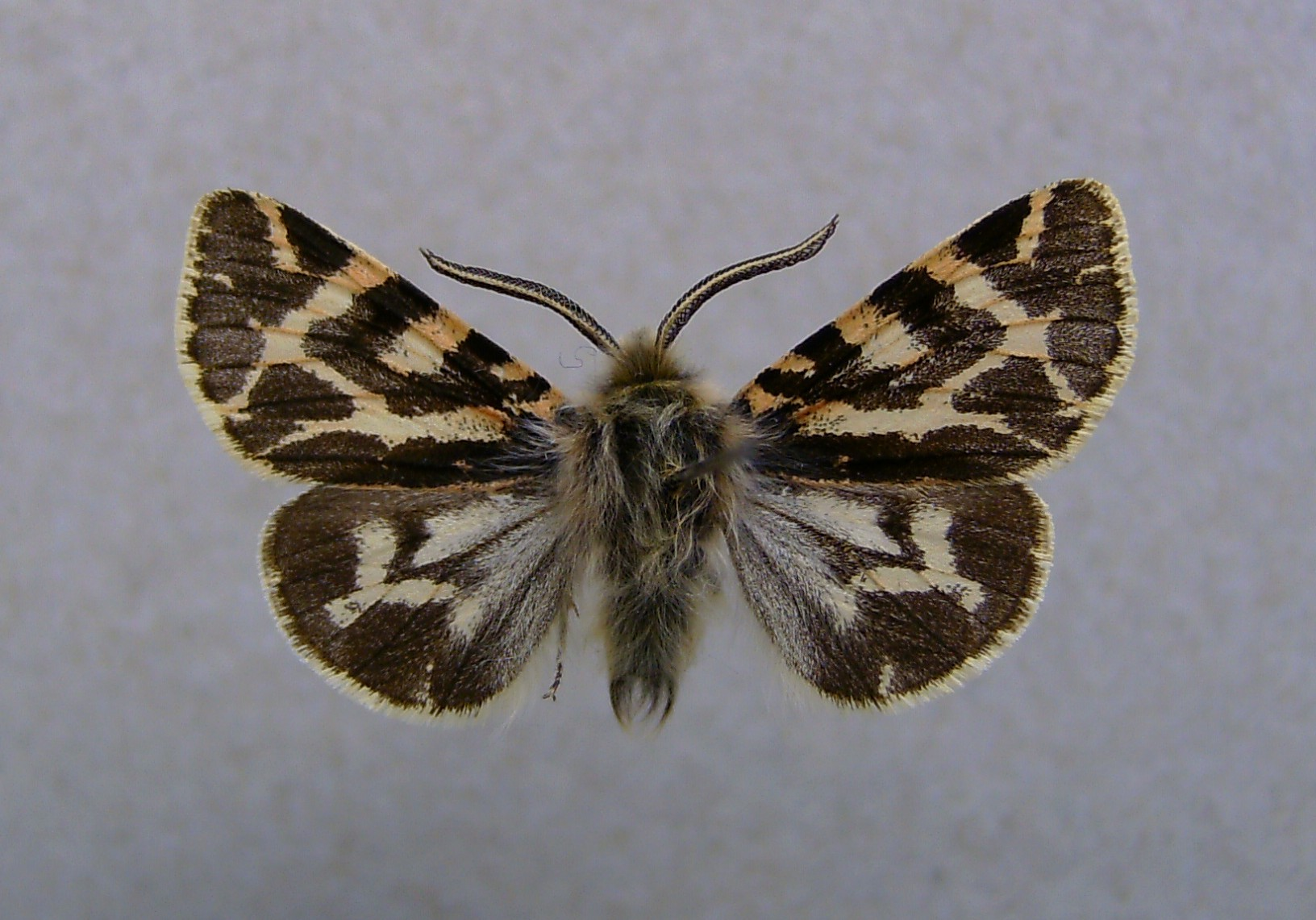
Écaille tesselée bétique (Ocnogyna boeticum)
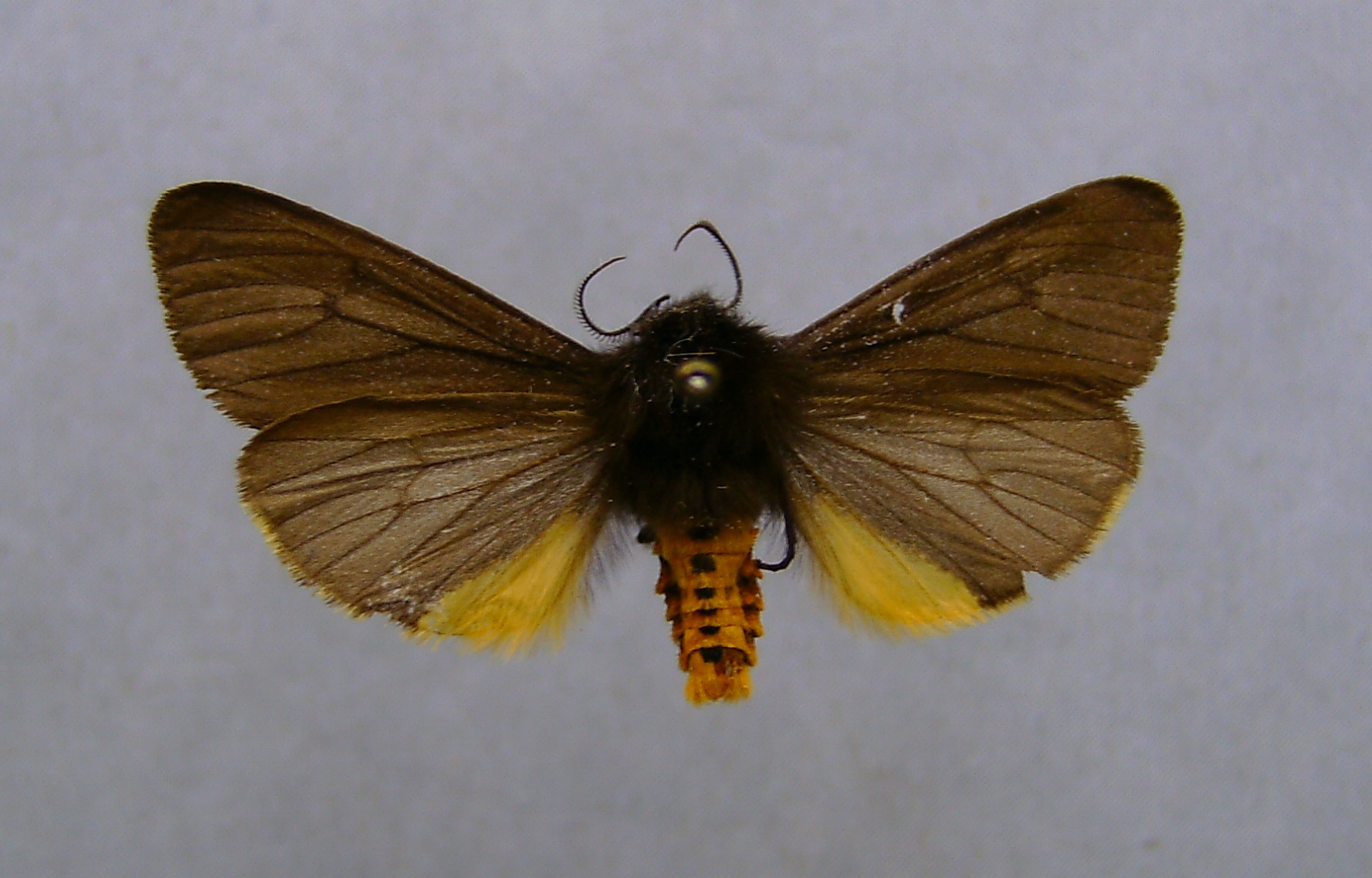
Écaille funèbre (Epatolmis luctifera)
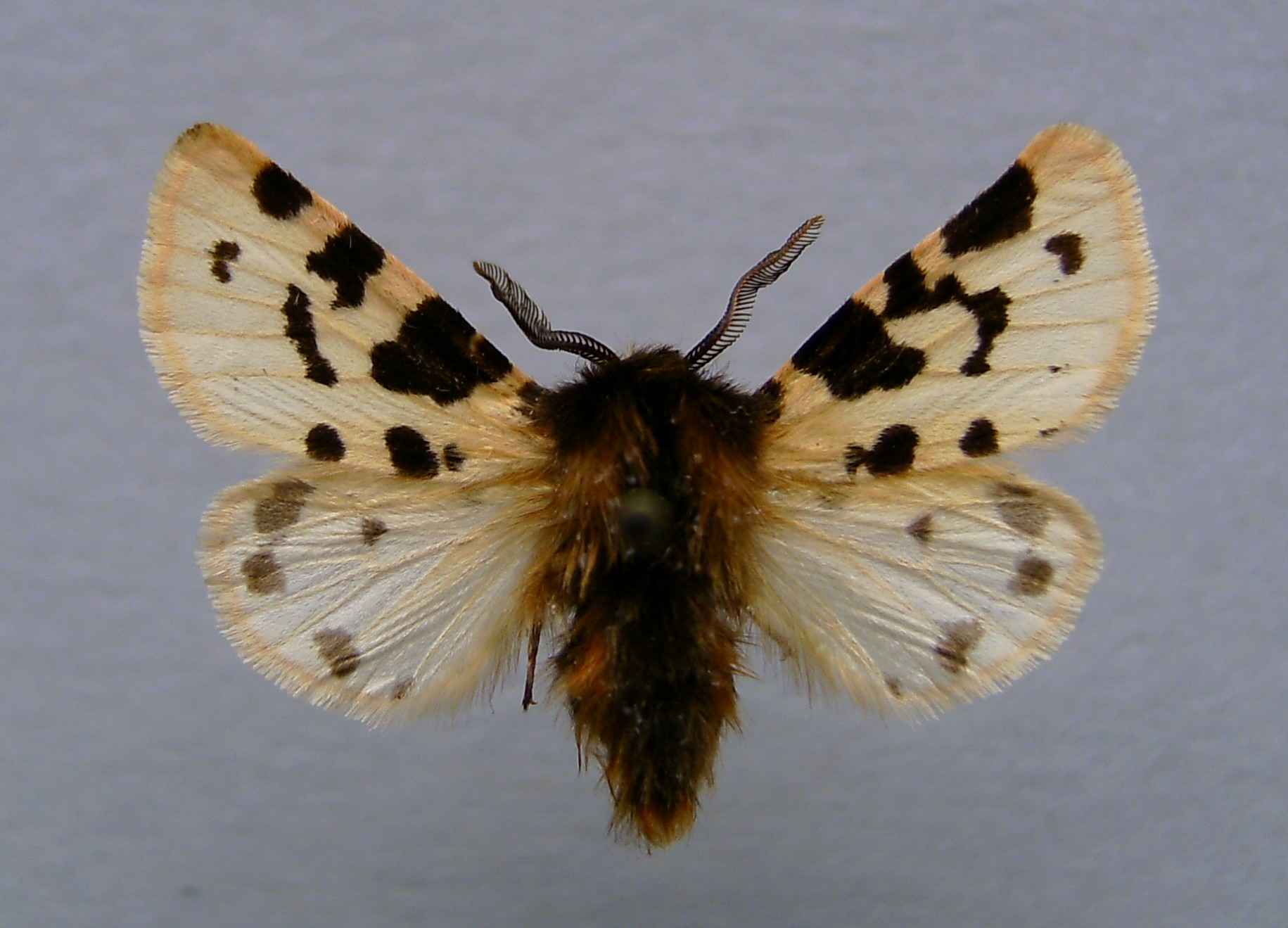
Ocnogyne ibérique (Ocnogyna zoraida)
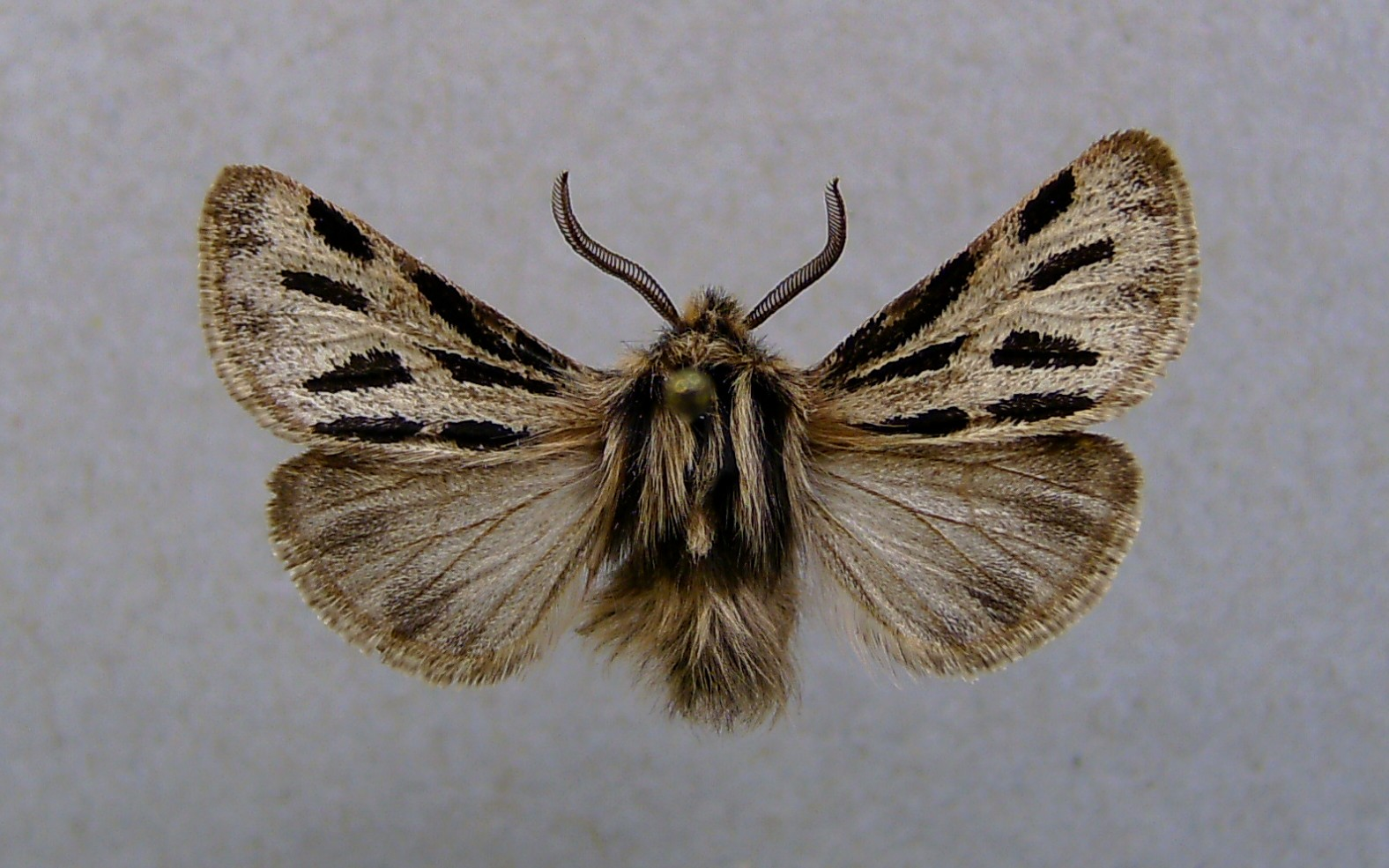
Ocnogyne des Alpes (Ocnogyna parasita)
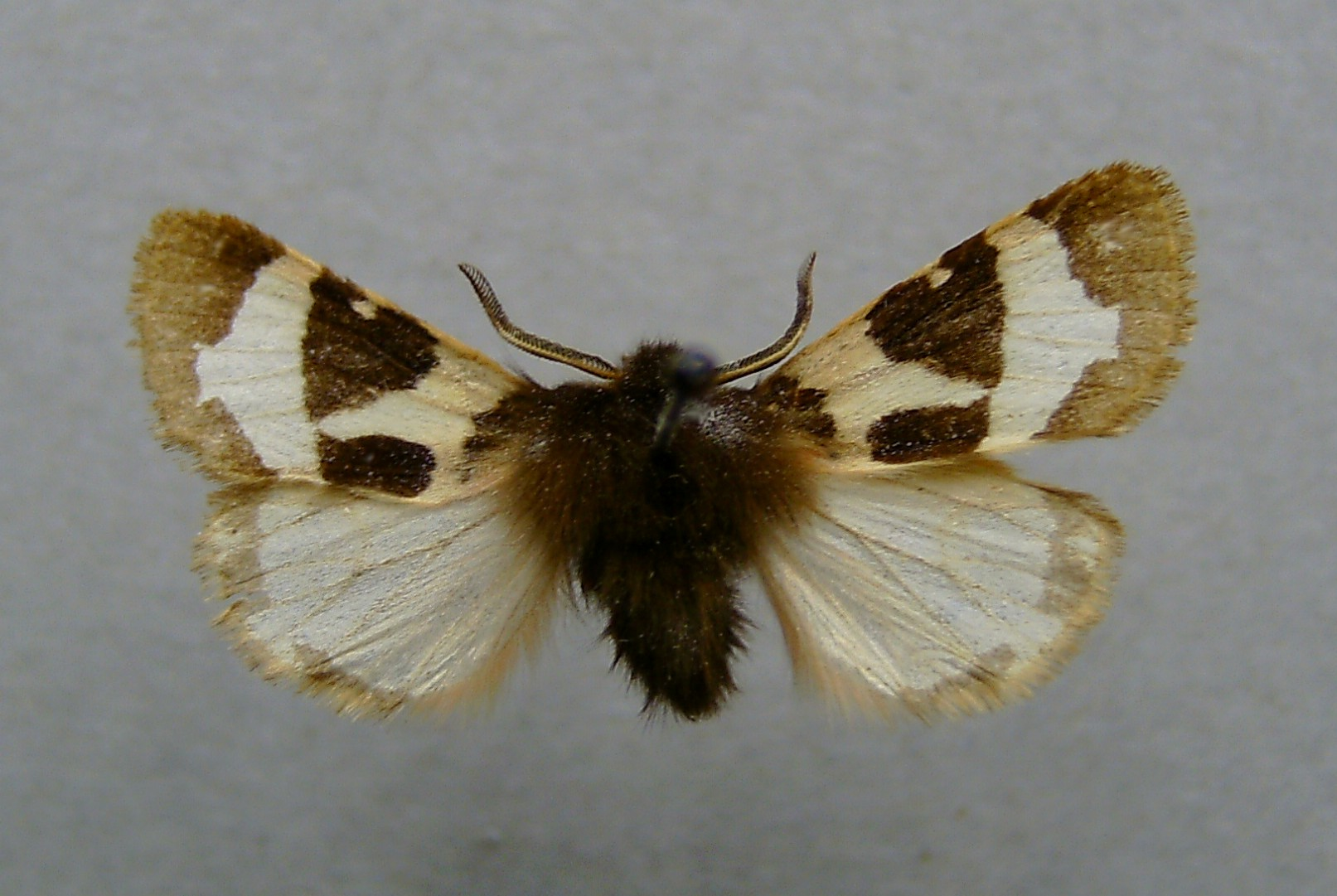
Écaille chaste (Watsonarctia deserta)
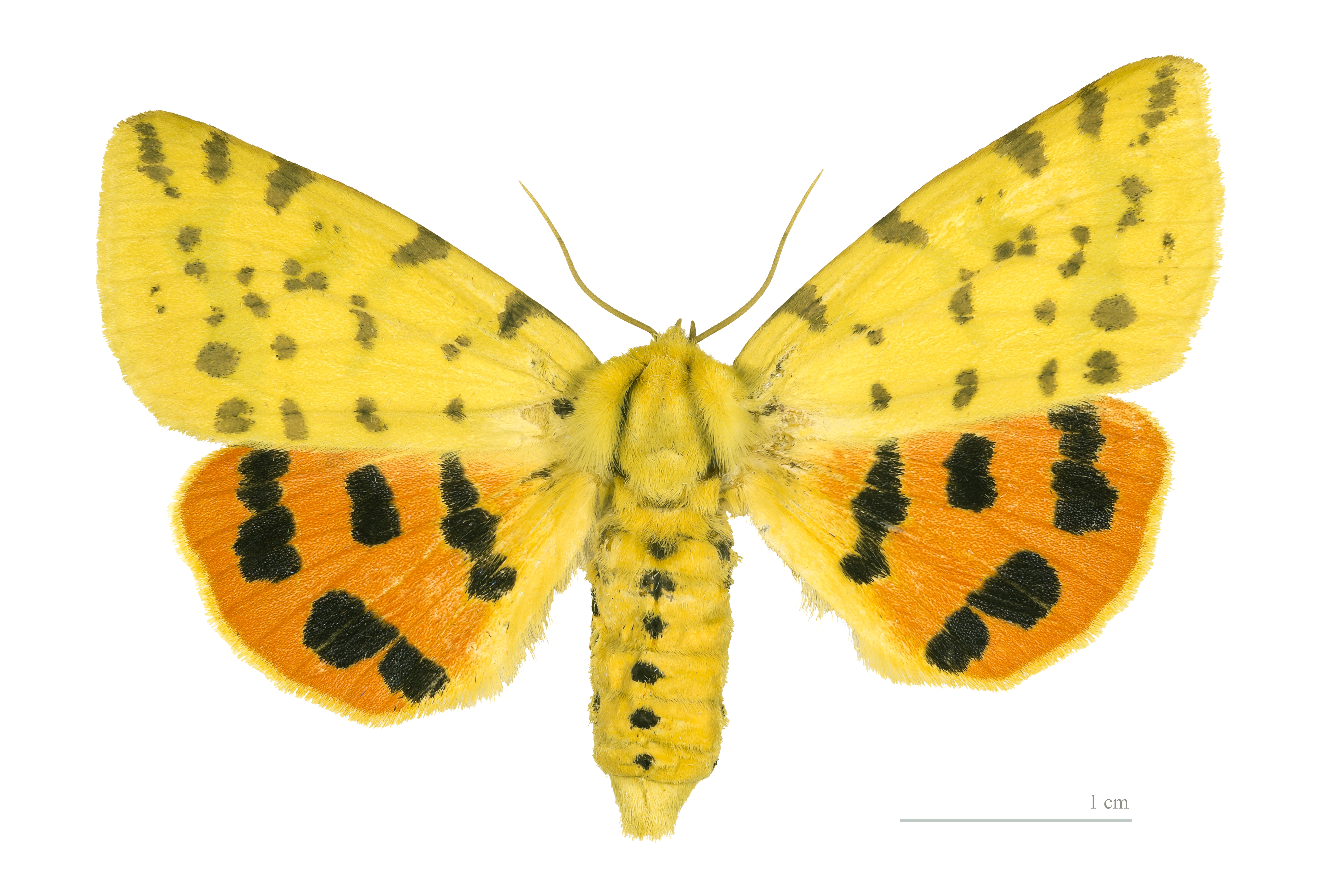
Écaille pourprée (Diacrisia purpurata)
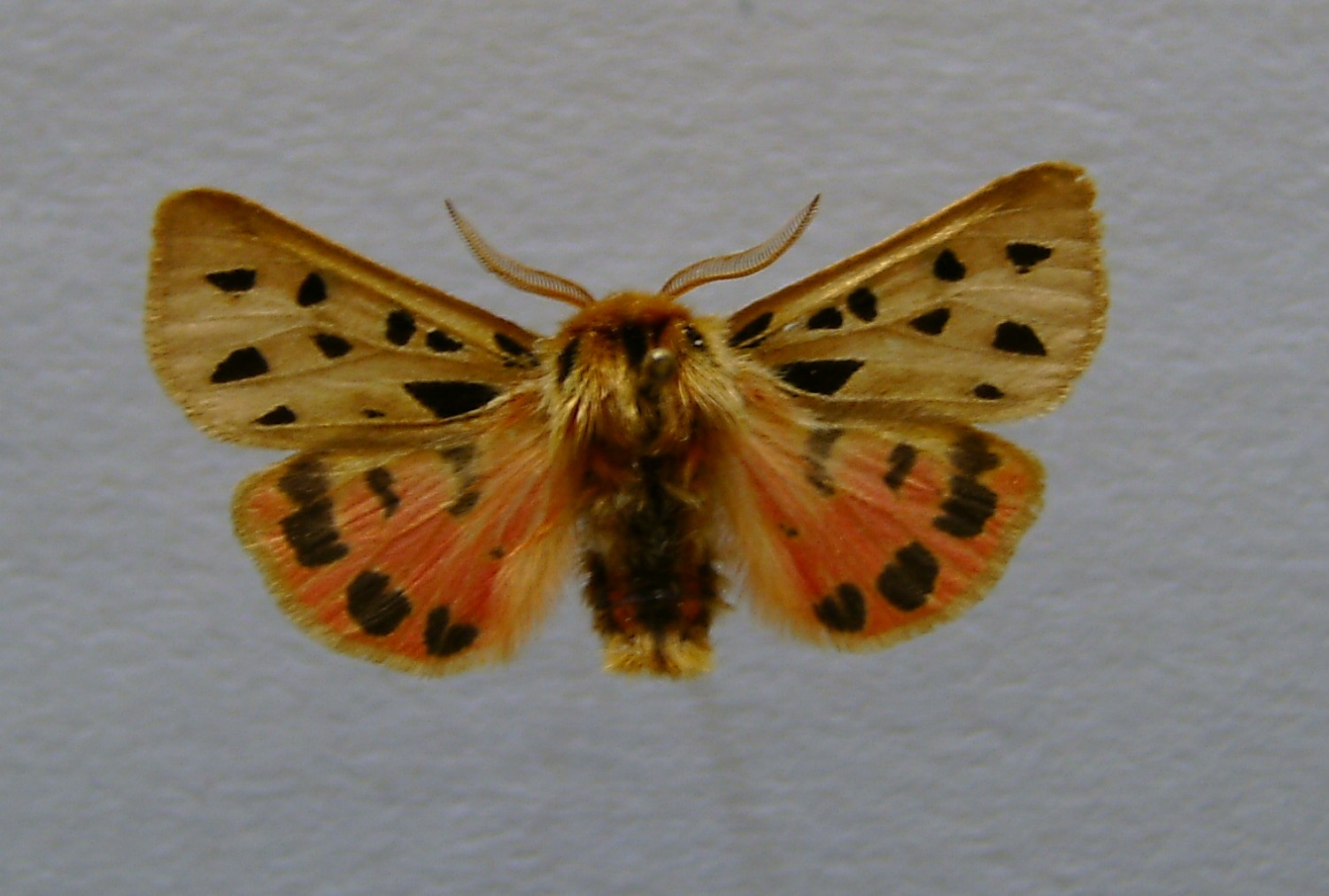
Écaille maculée (Chelis maculosa)
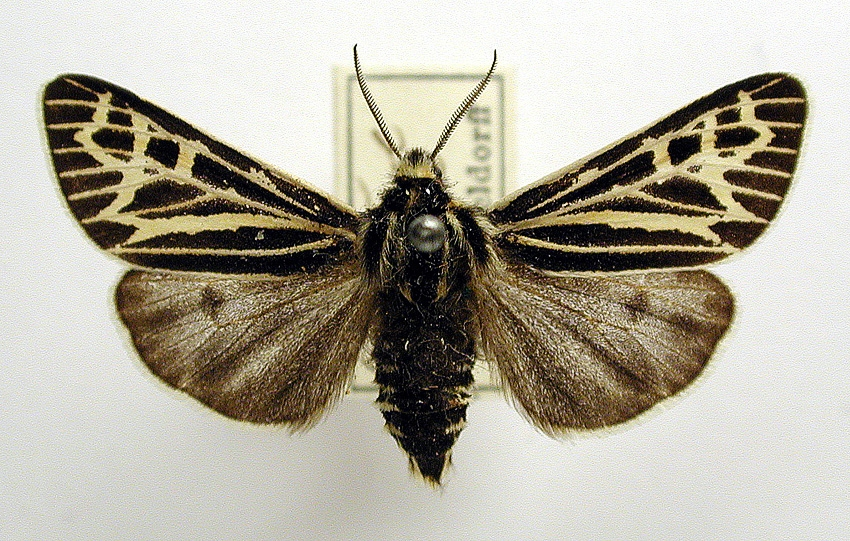
Écaille de Quensel (Apantesis quenseli)
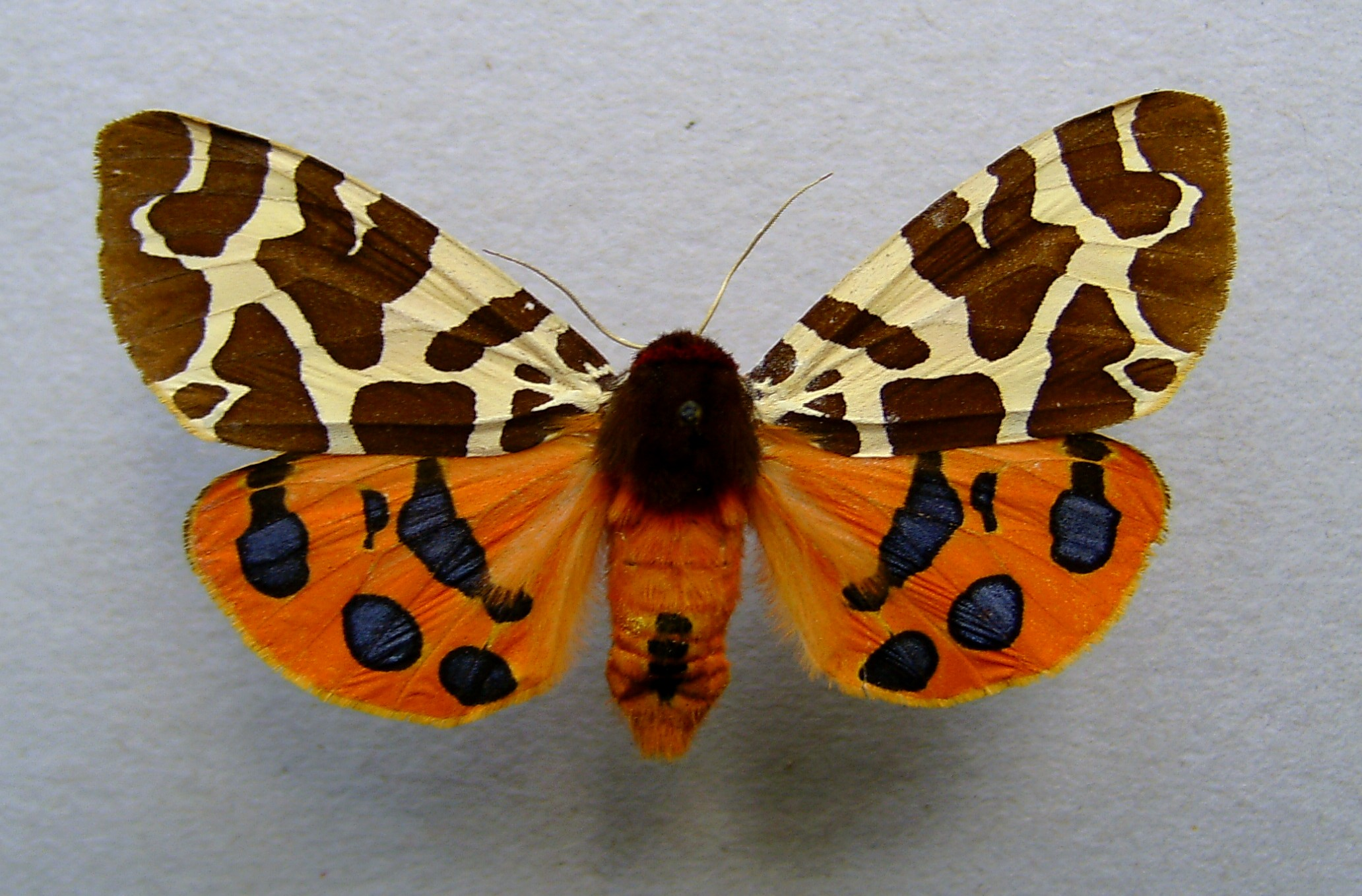
Écaille martre (Arctia caja)
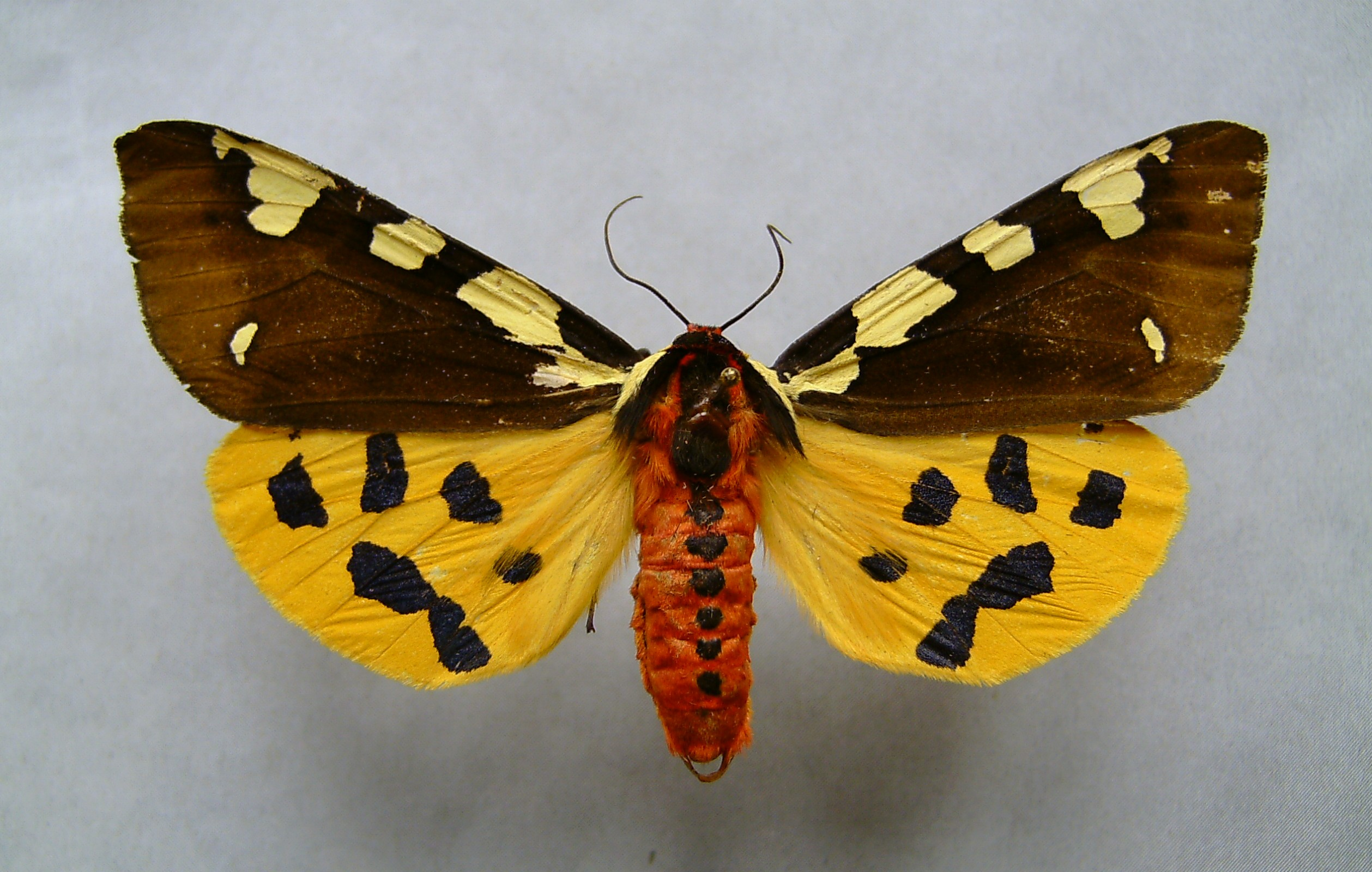
Écaille brune (Arctia matronula)
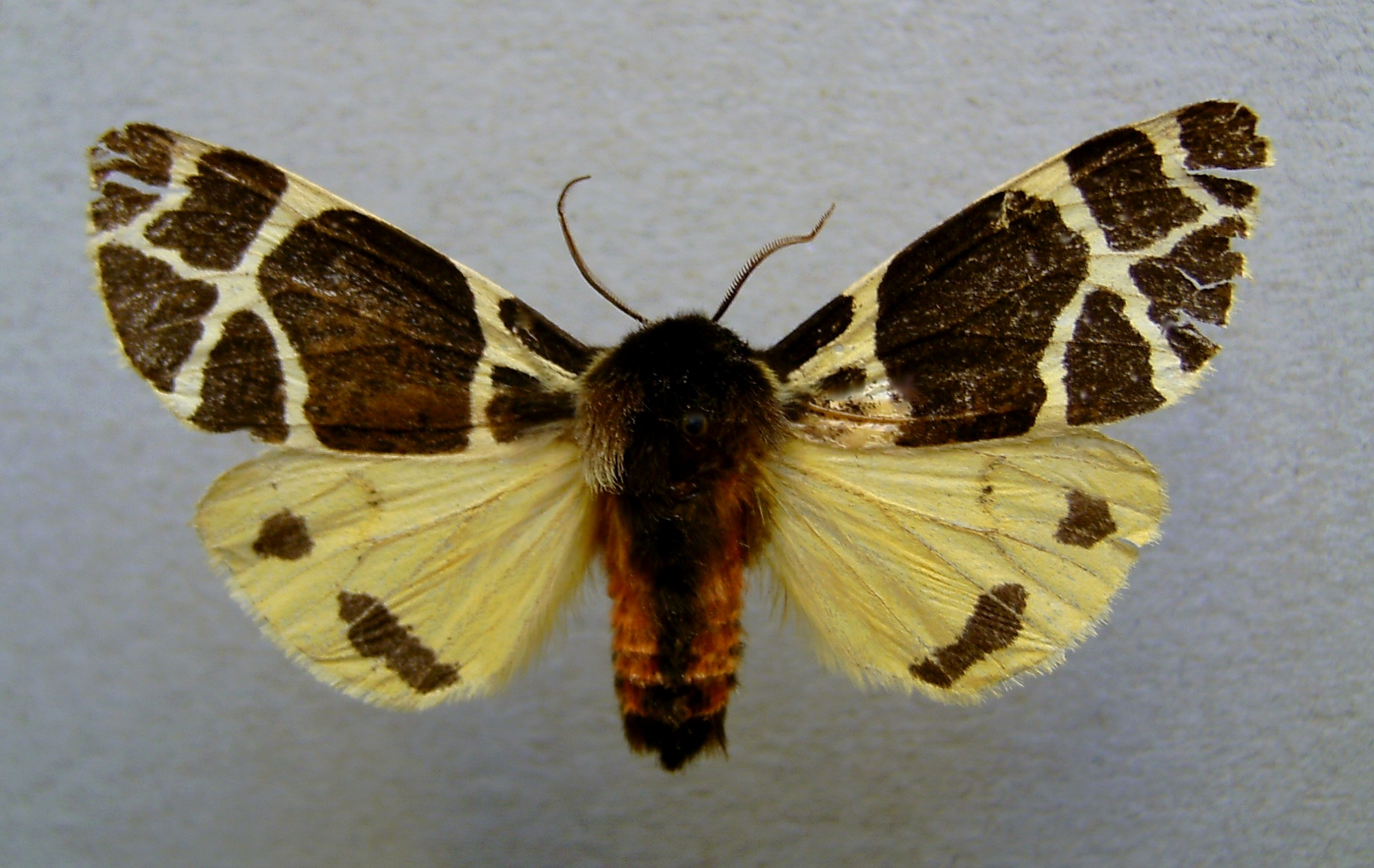
Écaille jaune (Arctia flavia)
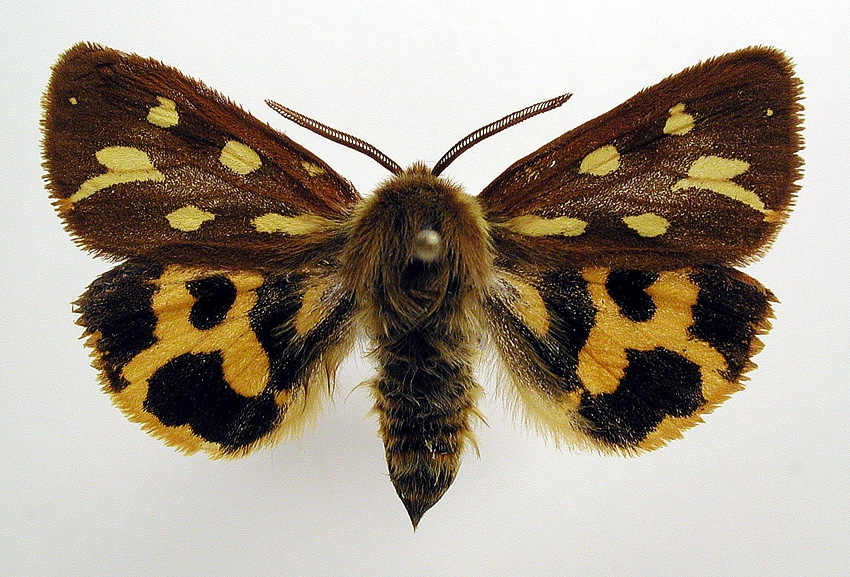
Écaille civique (Arctia aulica)
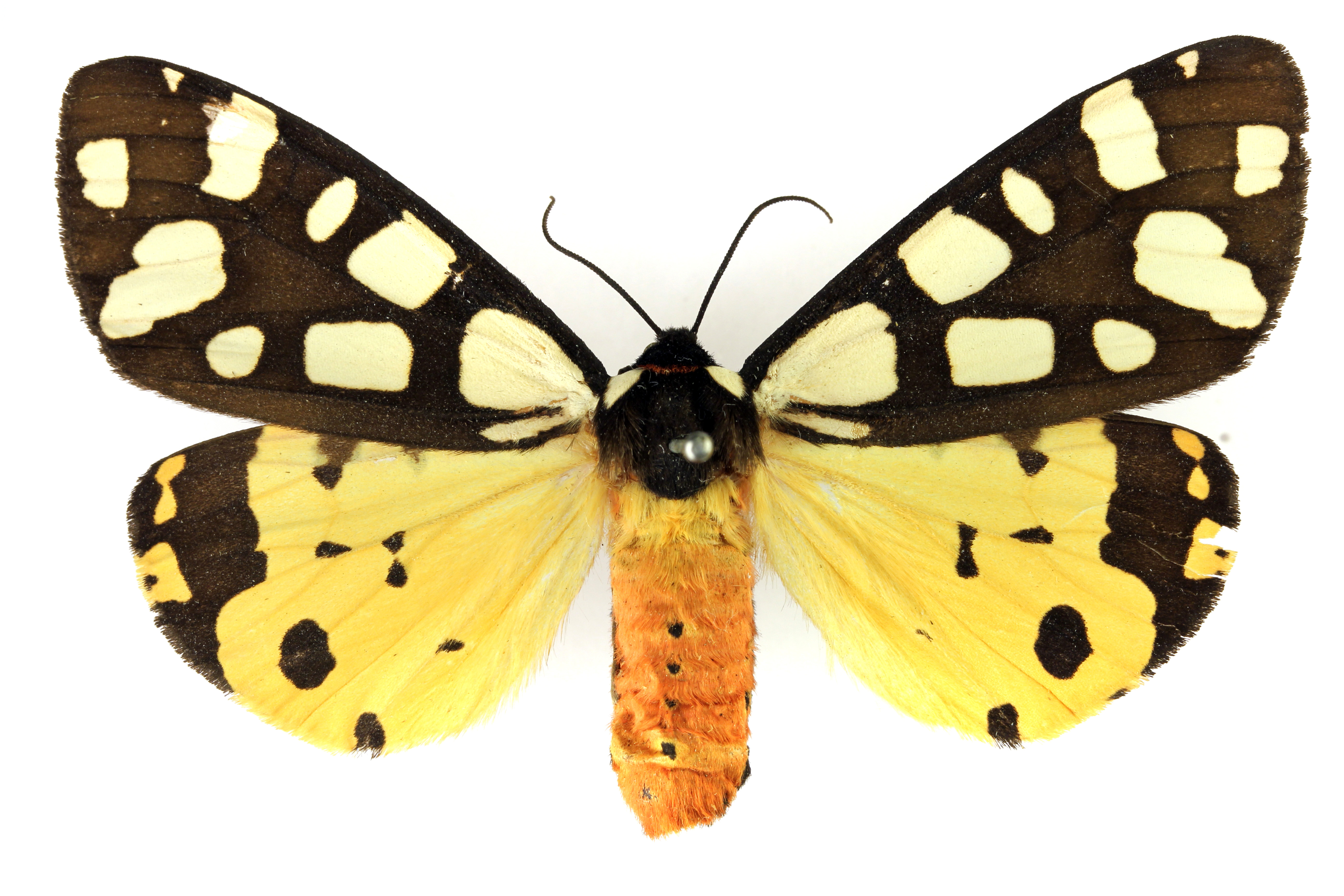
Écaille fermière (Arctia villica)
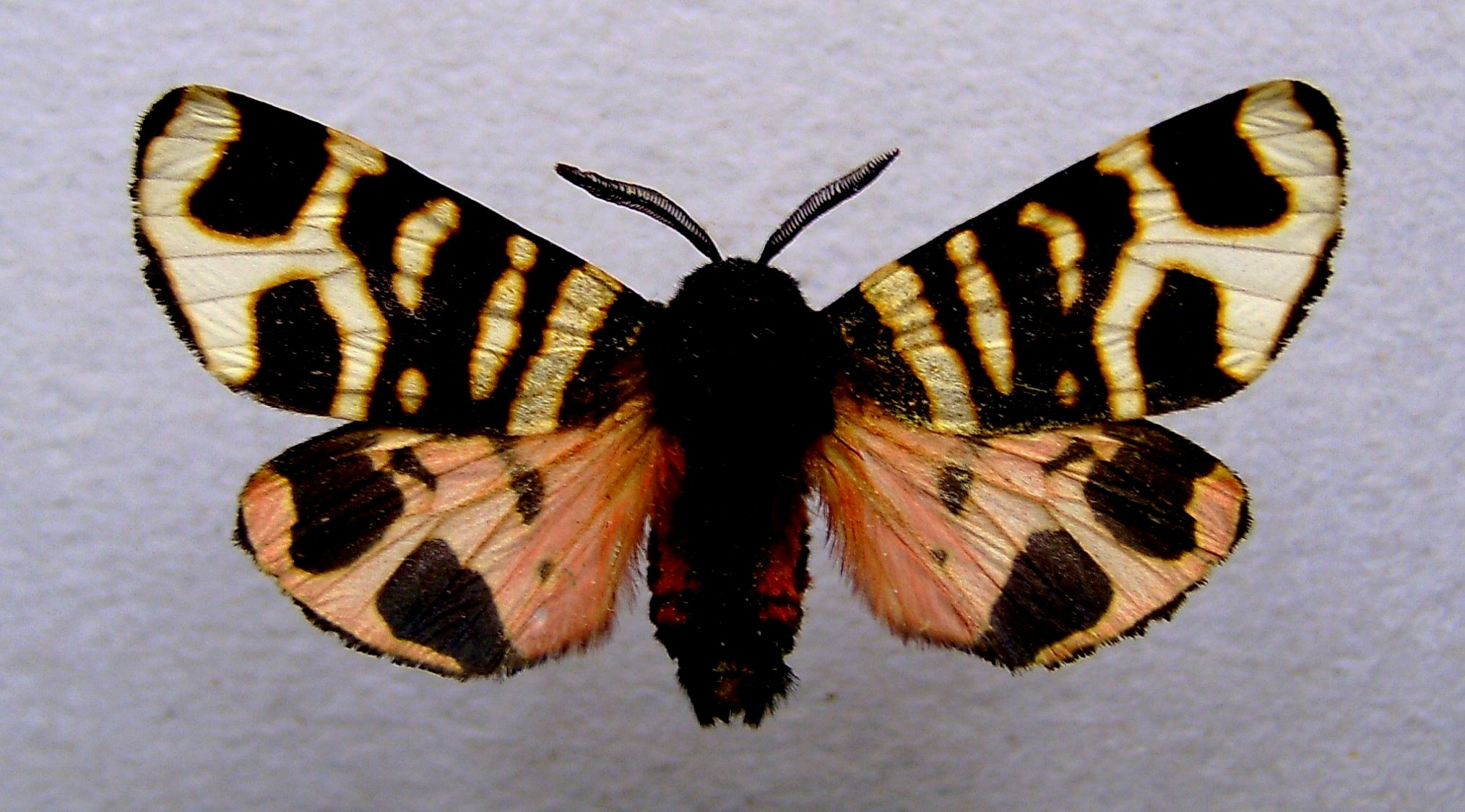
Écaille rose (Arctia festiva)
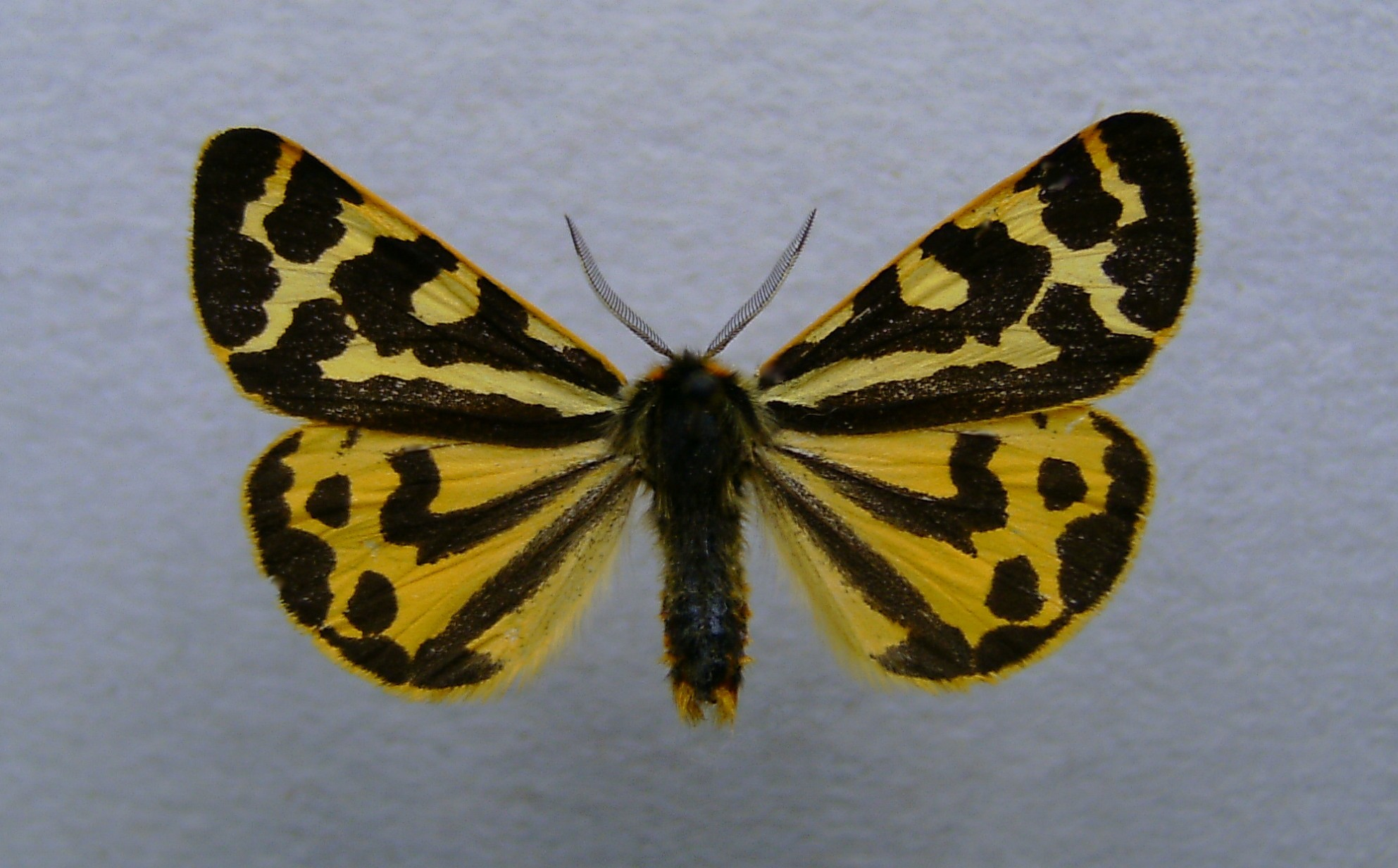
Écaille du plantain (Arctia plantaginis)